# Ребристая, Ольга Владимировна

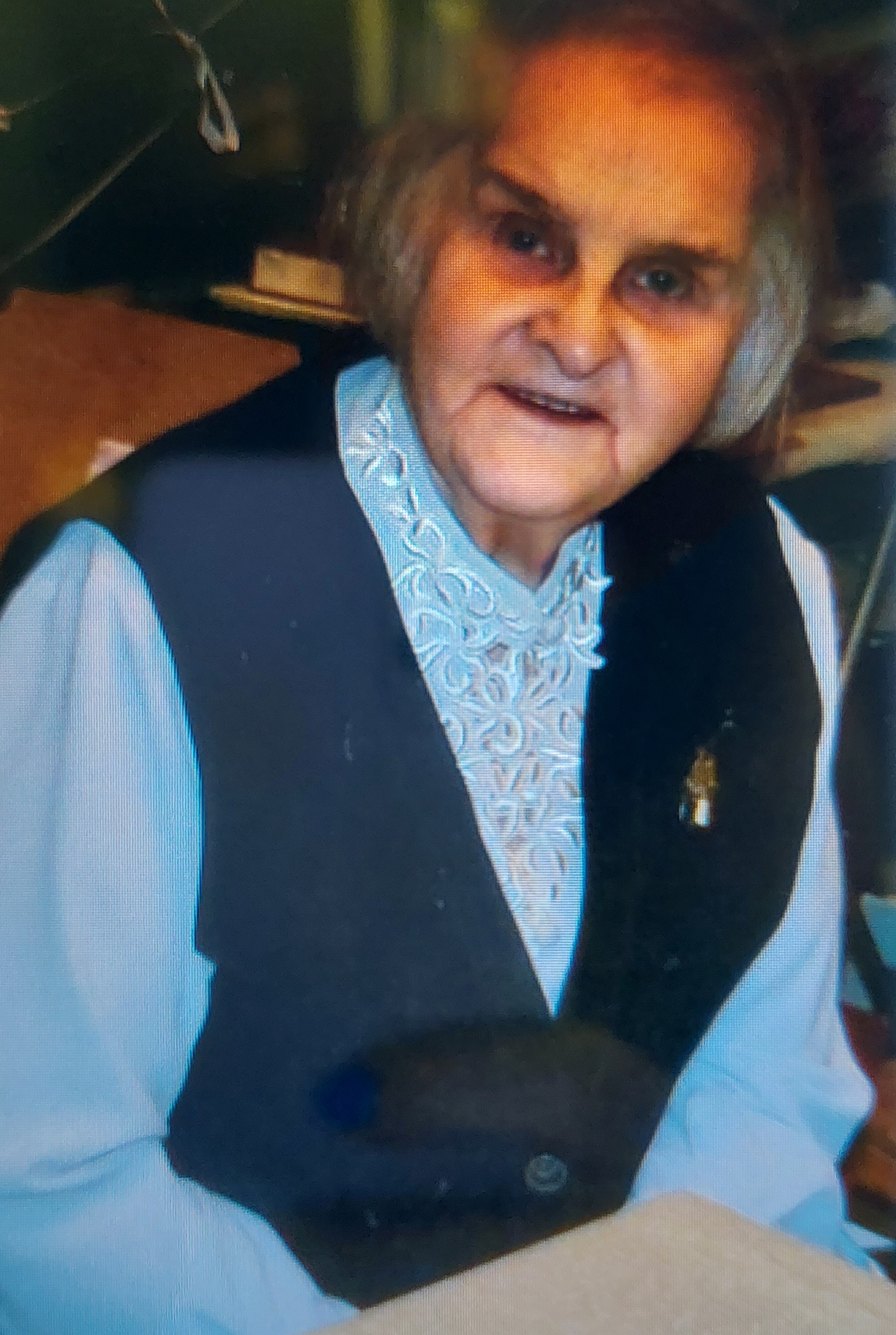

Ольга Владимировна Ребристая (28 декабря 1930 — 12 декабря 2022) — советский и российский учёный-геоботаник и флорист, исследователь арктической флоры, кандидат биологических наук. Член Всесоюзного ботанического общества. Лауреат Государственной премии СССР (1989).

## Биография
Родилась 28 декабря 1930 года в Ленинграде. 
С 1942 по 1945 год в период Великой Отечественной войны вместе с семьёй находилась в эвакуации в Казани. После окончания войны, вернулась в Ленинград, где в 1948 году окончила с золотой медалью школу и поступила на биолого-почвенный факультет Ленинградского государственного университета, на кафедру ботаники, которой в те годы заведовал член-корреспондент АН СССР А.П. Шенников.  В 1953 году она окончила с отличием университет и два года работала в Межобластной землеустроительной экспедиции Министерства сельского хозяйства РСФСР, где занималась обследованием пастбищ оленей в Западной Сибири и на севере европейской части СССР. С 1955 года — на научной работе в Ботаническом институте АН СССР , где она в общей сложности проработала 55 лет, пройдя путь  от старшего лаборанта сектора Севера отдела геоботаники, под руководством Б. А. Тихомирова,  до старшего научного сотрудника Лаборатории растительности Крайнего Севера.  С 1955 года она участвовала в экспедициях в Арктике: на севере Якутии, на восточноевропейском и западносибирском Севере. Под руководством А. И. Толмачёва она начала применять предложенный им метод конкретных флор для изучения флоры на востоке Большеземельской тундры, результатом этой работы стали кандидатская диссертация и монография. В последующие годы (с 1972 по 1996 год) проводила полевые исследования в качестве руководителя  отряда Второй Полярной экспедиции Ботанического института в Западносибирской Арктике, в том числе на полуостровах Ямал, Гыданский и Тазовский, на островах Шокальского и Белый.

### Научно-педагогическая деятельность и вклад в науку
Научные интересы О.В. Ребристой лежали в области флоры и систематики растений, флорогенеза, ботанической  географии и районирования, а после начала интенсивного хозяйственного освоения на Ямале, также и вопросам восстановления растительности после нарушений. Начав работать под руководством А.И. Толмачёва, она в совершенстве овладела методом конкретных флор и внесла большой вклад в развитие этого метода, а также возникшей на его основе школы сравнительной флористики. Она была одним из крупнейших знатоков видов арктической флоры и является автором нескольких статей по систематике, в частности, по американскому роду Castilleja Mutis, в котором ею на севере Евразии было описано пять новых видов.
Ольга Владимировна является одним из авторов 10-томного издания «Арктическая флора СССР», начавшего выходить в 1960 году по инициативе и под редакцией  А.И. Толмачева, а позднее под редакцией Б.А. Юрцева. Это многотомное издание отличалось от многих других флористических сводок тем, что помимо ключей для определения таксонов и морфологических описаний видов, содержало расширенные систематические комментарии по каждому роду, подробные ботанико-географические и эколого-фитоценологические характеристики таксонов, детальные карты распространения видов в Арктике и много другой, актуальной  и по настоящее время информации.  Ольга Владимировна сделала несколько систематических обработок (около 40 родов, включая роды Saxifraga и Castilleja, камнеломка и кастиллея), но еще более важна  ее роль как секретаря редакции, она практически координировала работу всех авторов, вместе с Б.А. Юрцевым вычитывала и унифицировала все авторские тексты и карты, контактировала с типографией . В значительной мере именно благодаря ее активности, работы были завершены в 1987 году, а в 1989 году  авторскому коллективу «Арктической флоры СССР» была присуждена Государственная премия СССР.
О.В. Ребристая была участницей и одним из организаторов секции «Флористика и ботаническая география» в рамках ХII Международного Ботанического конгресса (1975). В 1988 года была участницей Международного совещания Приарктических государств , где был инициирован международный проект «Панарктическая флора», в рамках этого проекта ею были обработаны семейства Alliaceae, Convallariaceae, Iridaceae, Liliaceae, Melanthiaceae, Nartheciaceae, Nymphaeaceae, Orchidaceae, Orobanchaceae (Castilleja), Paeoniaceae и ряд родов семейства Ranunculaceae. Панарктическая флора не опубликована в виде печатного издания, но доступна в интернете https://www.panarcticflora.org
В 1971 году О.В. Ребристая защитила кандидатскую диссертацию на соискание учёной степени кандидат биологических наук по теме: «Флора востока Большеземельской тундры». О.В. Ребристая являлась автором более двухсот научных трудов , в том числе двух монографий «Флора востока Большеземельской тундры» (Л.: 1971) и «Флора Ямала. Современное состояние и история формирования» (СПб, 2013), принимала участие в создании карты для справочника «Ареалы растений», ботанических карт для «Атласа Арктики».  В 1989 году за 10-томную коллективную монографию «Арктическая флора СССР. Критический обзор сосудистых растений, встречающихся в арктических районах ССР» (1960—1987) она была удостоена Государственной премии СССР в области науки и техники.
О.В. Ребристая не преподавала в университете, но сохранила тесную связь с кафедрами ботаники и ботанической географии ЛГУ и была руководителем многих студентов и аспирантов, также она была и соруководителем многих иногородних аспирантов, также она многократно была и оппонентом многих диссертаций флористической тематики. О.В. Ребристая много внимания уделяла научно-просветительской работе, была одним из организаторов регулярно проводившихся (каждые пять лет) и приуроченных к дню рождения А.И. Толмачёва школ-семинаров по сравнительной флористике, также она участвовала в работе секции по сравнительной флористике на съездах Русского Ботанического общества, часто выступала на конференциях по проблемам биологического разнообразия. В конце 1980-х-начале 1990-х годов побывала  с лекциями о природе Севера по приглашению Миннефтегазстроя для их работников  во многих городах и поселках Ямало-Ненецкого Округа.

## Основные труды
- Флора востока Большеземельской тундры / О. В. Ребристая. — Ленинград : Наука. Ленингр. отд-ние, 1977. — 334 с.
- Флора полуострава Ямал: современное состояние и история формирования / О. В. Ребристая ; Российская акад. наук, Ботанический ин-т им. В. Л. Комарова. — Санкт-Петербург : ЛЭТИ, 2013. — 311 с. ISBN 978-5-7629-1322-5[2]

## Награды
- Государственная премия СССР в области науки и техники (1989 — за 10-томную монографию «Арктическая флора СССР. Критический обзор сосудистых растений, встречающихся в арктических районах ССР» (1960—1987)[3]